# 卢皮翁
卢皮翁，是西班牙安达卢西亚自治区哈恩省的一个市镇。总面积24平方公里，
2001年普查人口總數為1043人，人口密度為每平方公里43人。